# Gabriel Prieur
Pour les articles homonymes, voir Prieur (homonymie).
Romain-Étienne-Gabriel Prieur, né le 21 août 1806 à La Ferté-Gaucher (Seine-et-Marne) et mort le 22 mai 1879 dans le 10e arrondissement de Paris, est un artiste peintre français.

## Biographie
Élève de Jean-Victor Bertin, il s'adonna au paysage historique et, tout en suivant les cours de l'École des beaux-arts, il envoya des tableaux aux expositions de peinture. En 1833, Prieur obtint le grand prix de Rome et se rendit alors en Italie, où il resta trois ans. Après son retour en France, il exposa un grand nombre de paysages et obtint une 3e médaille en 1842 et une 2e médaille en 1845.

## Œuvres
- Métabus, roi des Volsques (1831) ;
- la Récolte des foins ; Vue prise a la Villette (1833) ;
- Ulysse et Nausicaa (1833), tableau honoré du premier Grand Prix de Rome conservé à l'École nationale supérieure des beaux-arts ;
- la Voie des Tombeaux, près de Rome (1836) offert en 2012 par Antoine Béal sous réserve d'usufruit au Musée du Louvre (Paris) ; Étude prise dans la forêt de Fontainebleau (1836) ;
- Ruines de l'ancien château de Sassenage (1837) ;
- Moïse protégeant les filles de Jethro ; la Porte aux vaches (1839) ;
- Vue prise à Porche-Fontaine (1840) ;
- Souvenir d'Italie ; Vue prise dans le parc de Versailles (1841) ;
- Jacob découvrant le puits ; Vue prise près des murs de Rome (1842) ;
- la Fontaine Égérie ; Vue près de Versailles (1844) ;
- la Tour des esclaves ; le Bac, à Bougival ; le Moulin de l'île Saint-Ouen (1845) ;
- l’Approche de l'orage ; le Bois de Satory (1846) ;
- la Statue de Démosthène à Athènes ; le Mont Palatin, à Rome (1847) ;

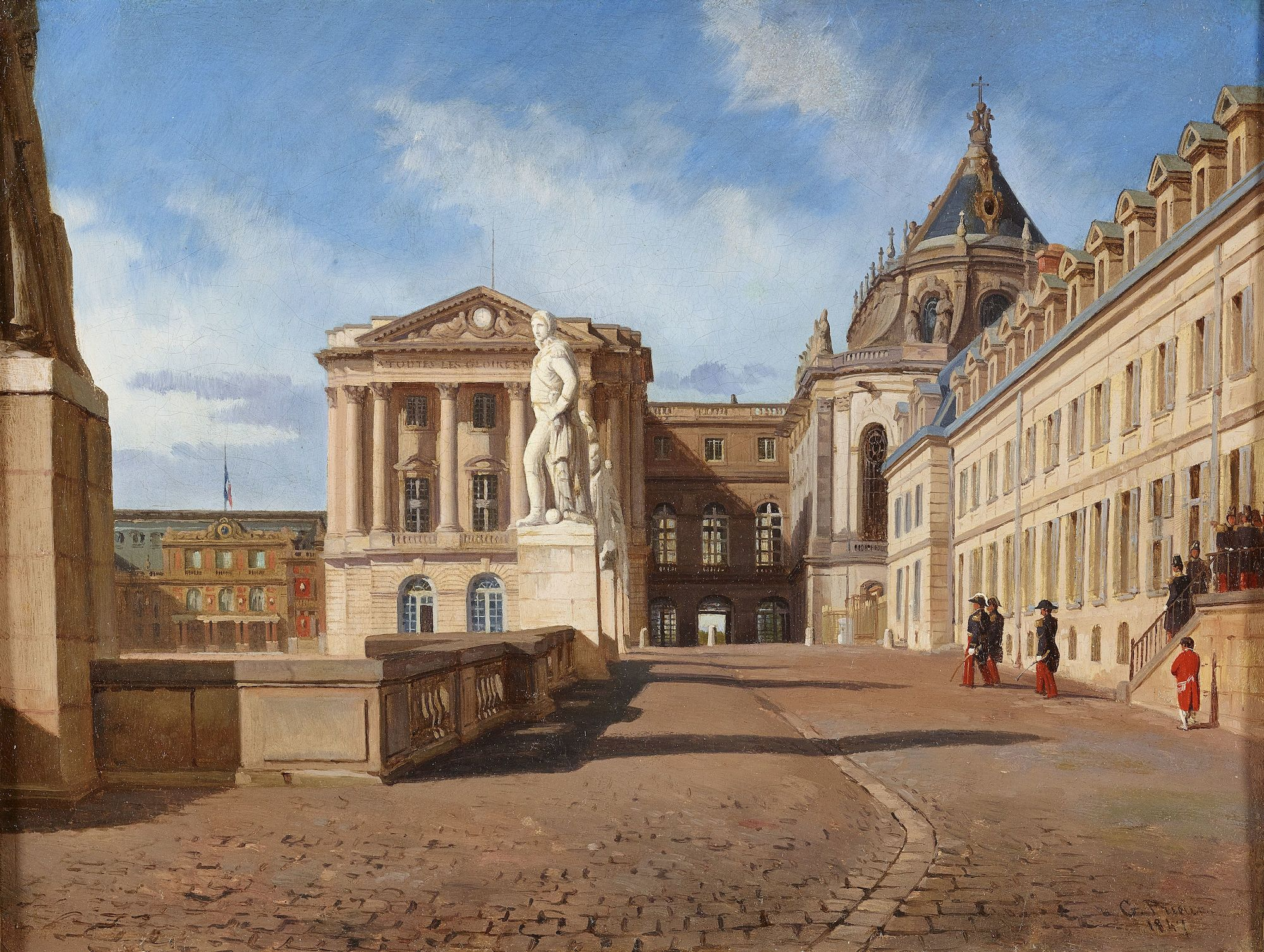
Vue du château de Versailles prise de l'avant-cour, 1847, présenté au Salon de 1848.

- la Cour du château de Versailles ; le Palais de Versailles du côté de l'Orangerie ; la Moisson (1848) ;
- l’Orage ; la Fête des Loges ; Intérieur de forêt (1850) ;
- Intérieur d'une cour de garde (1852) ;
- Ruines d'un tombeau antique (1853) ;
- les Gorges d'Apremont ; le Nid de l'Aigle (1855) ;
- le Marché des Innocents (1857) ;
- Vue prise sur les bords du grand Morin ; Villeneuve-lès-Avignon ; Vue prise près de Narni (1861) ;
- la Porte Saint-Jean à Provins et la Moisson (1863) ;
- Vue prise au Tréport ; Vue prise à Provins (1865) ;
- Vue prise près d'Interlaken (1866) ;
- les Environs de Provins et la Marée montante au Tréport (1868) ;
- Jeune fille à la fontaine ; Intérieur de forêt (1869) ;
- Ruines d'aqueducs romains, à Fréjus (1870) ;
- la Vallée du Nid de l'Aigle ; Vieux chênes dans la vallée du Nid de l'Aigle (1873) ;
- l’Enfant prodigue ; la Promenade aux grands bois (1874).